# Clanculus peccatus
Clanculus peccatus es una especie de molusco gasterópodo de la familia Trochidae.

## Distribución geográfica
Se encuentra  en Nueva Zelanda.